# Darty
Darty es una cadena de establecimientos dedicada a la venta de electrodomésticos y electrónica, filial de Groupe Fnac Darty.

## Darty en España
Darty se implantó en España como marca comercial en 2010, tras la sustitución de las marcas Menaje del Hogar y San Luis. Estas dos marcas españolas (fusionadas previamente en 2005), fueron adquiridas por el grupo Kesa en 2007, pero no fue hasta 2010 en el que se produce el cambio de nombre de los establecimientos por la marca Darty, que es la denominación que Kesa utiliza en otras filiales de Francia, Italia o Turquía.
El 4 de abril de 2013, Alan Parker, presidente del grupo, anunció que "Darty" abandonaba el mercado español y que el siguiente mes de junio cerrarían las 43 tiendas que la cadena tenía en España. 
Worten, cadena portuguesa de electrodomésticos y rival de la compañía, anunció que se haría cargo de la garantía legal de los productos comprados en Darty.